# 亚历山大·帕帕戈斯
亞歷山大·帕帕戈斯（羅馬化：Aléxandros Papágos；1883年12月9日—1955年10月4日），希臘政治家、戰略家，在第二次世界大戰希臘戰役中擔任陸軍總司令，帶領希臘軍隊擊退義大利軍隊的進攻，並將義軍逐回阿爾巴尼亞。在希臘內戰中領導希臘國民軍作戰並取得勝利，後成為新組建的希臘王國政府總理。

## 生平

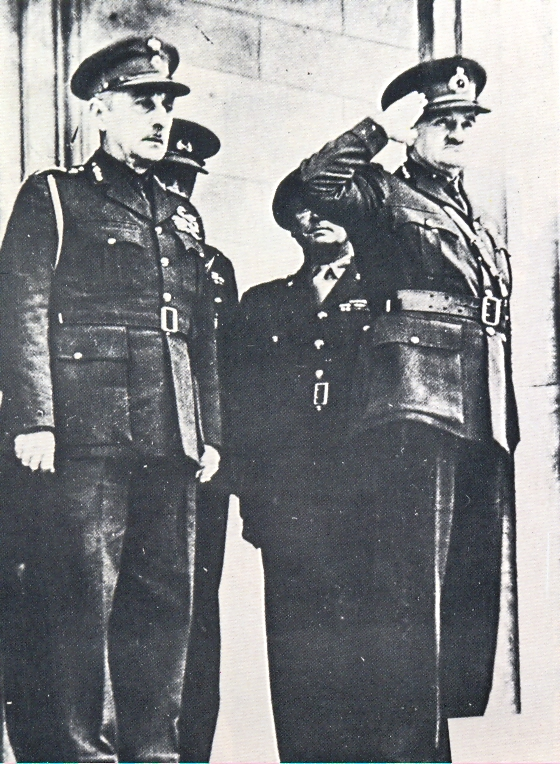
帕帕戈斯遵守親英的國策，在1941年初與英國中東司令部總司令韋維爾於雅典合影

1883年12月9日他出生于雅典，父祖世代都是军官。1902年进入布鲁塞尔军事学院，毕业于希腊军事学院和比利时军事骑术学校。1906年入伍後擔任騎兵隊的第二中尉。與將軍之女瑪麗亞·卡林斯基結婚。
1912年他參加巴尔干战争，任職康斯坦丁王子参谋部的军官。由于他亲近王室並反對自由派首相韋尼澤洛斯，當1917年韦尼泽洛斯发动政变之後，他被清洗出军队並流放，但随着1920年國王康斯坦丁一世的复位使他官復原職。
帕帕戈斯復職後在小亞細亞前線與土耳其作戰，但隨著土耳其的凱末爾大勝並導致保王派政府下台後，他又在1923年被上台的韋尼派免官。1927年他再次被启用，并提升为少将；1935年升為國防部長。當時希臘政局一度廢君主制而改為第二共和，他在1935年10月和另兩位高級軍官共同發動政變，迫使共和派總理帕納亞伊·薩達伊斯（Panayis Tsaldaris）辭職下台，並迎接國王喬治二世回國復位。
1936-1941美塔薩克斯頗得民心的獨裁政權期間，他被重用為戰爭部長、參謀總長，進行卓有成效的軍事改革、整訓希臘軍隊，讓1940年入侵的義大利軍大敗回國。當時（1940-1941年）義大利和德國相繼入侵，由他擔任陸軍總司令並指揮獲勝，這使他名声大振，甚至登上了美国时代周刊的封面，可惜至1941年四月底，德軍最終攻破了防線並佔領希臘。

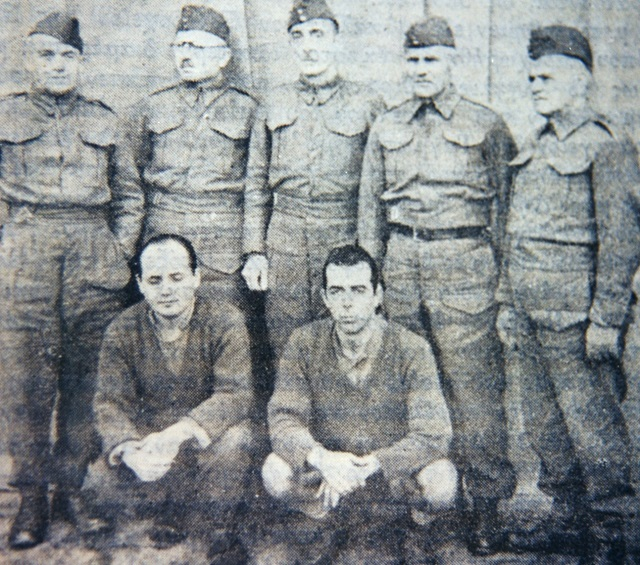
帕帕戈斯（中間）與其他軍官戰俘被關押在達豪集中營

1941-1944年軸心國佔領希臘時期，他與其他戰俘被關押在達豪集中營。1945希臘解放二戰結束後，他回到希臘並重任軍職；當年8月，他被授予大英帝國的大十字勳章。後來1946-1949年希臘內戰的最後階段，他再度被國王任命為總司令以平定希臘共產黨，且其權力大幅擴張。

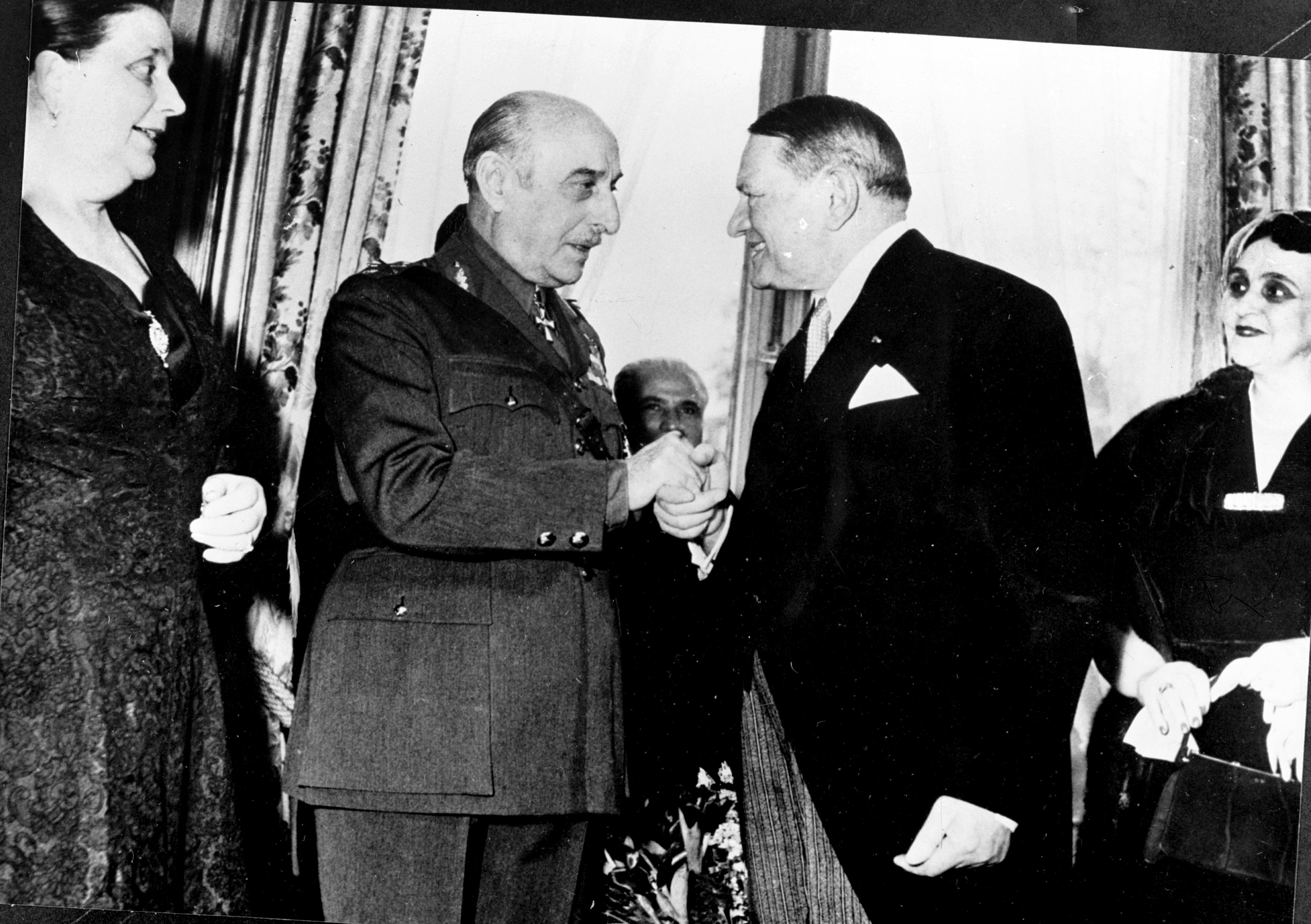
帕帕戈斯1954年帕帕戈斯參訪巴黎時。與法國總統勒內·科蒂握手

隨著1949年夏天希臘共產黨的希臘民主軍被他打的潰不成軍（與美軍合作的成果），他也因功晉升為陸軍元帥，這是第一個得到如此高階軍職的希臘人、其榮耀空前絕後。因為軍中高層的內鬥，他在1951年中辭去軍職並從政，參考法國戴高樂的成功而自創政黨──希臘聯盟（又名希臘振興黨）。憑著他的威望、人氣和美國的支持，他吸收到大量的右派人民黨選民，因此在1952年的國會大選中，希臘聯盟獲得49%的選票而大勝，又因為這次選舉在美國壓力下採用簡單多數決，赢得了国民议会300个席位中的239个。他於是在1952年任希腊首相兼国防部長，给希腊带来了1945年以来的第一个稳定的政府，並展開延宕10年之久的戰後重建工作，見證了希臘經濟奇蹟的開始。
他面對的主要問題是塞浦路斯上與土耳其的尖銳衝突。1955年首相任內，他接連患上胃病與肺病，10月4日因肺出血而亡。